# Ampelion
Ampelion là một chi chim trong họ Cotingidae.